# Ван Стенис, Нилс
Нилс ван Стенис (нидерл. Niels van Steenis; род. 3 ноября 1969) — голландский спортсмен, гребец, призёр чемпионата мира по академической гребле 1994—1995 годов, а также Летних Олимпийских игр 1996 года.

## Биография
Нилс ван Стенис родился 03 ноября 1969 года в нидерландском городе Гронинген. Тренировался в клубе «Dare Devil Club», Роттердам. Профессиональную карьеру гребца начала с 1987 года.
Дебютным на международной арене для ван Стениса стало участие на чемпионате мира по академической гребле 1987 года среди юниоров (1987 WORLD ROWING JUNIOR CHAMPIONSHIPS) в Кёльне, ФРГ. В финальном заплыве четвёрок голландские гребцы заняли второе место в группе FB и не смогли продолжить борьбу за медали. С результатом 04:34.310 они заняли второе место после соперников из Югославии (04:31.050 — 1е место).
Первая медаль чемпионата мира по академической гребле в активе ван Стениса была заработана на соревнованиях 1994 года в Индианаполисе. Выступая в составе восьмёрок с рулевого его команда с результатом 05:25.10 заняла второе место, уступив первенство заплыва соперникам из США (05:24.50).
Единственная олимпийская медаль в карьере ван Стениса была выиграна на Летних Олимпийских играх 1996 года в Атланте. В составе голландкой восьмерки с рулевым во время финального заплыва его команда финишировала первой. С результатом 5:42.74 голландские гребцы обогнали соперникам из Германии (5:44.58 — 2е место) и России (5:45.77 — 3е место).